# (3991) Basilevsky
(3991) Basilevsky est un astéroïde de la ceinture principale.

## Description
(3991) Basilevsky est un astéroïde de la ceinture principale. Il fut découvert le 26 septembre 1987 à la station Anderson Mesa par Edward L. G. Bowell. Il présente une orbite caractérisée par un demi-grand axe de 2,25 UA, une excentricité de 0,17 et une inclinaison de 3,9° par rapport à l'écliptique.

## Compléments